# احقاب (یمن)
 احقاب  به عربی ( الأحقاب )، روستایی است در دهستان اثاور از توابع استان رَیمه در کشور یمن در شبه جزیره عربستان.

## جمعیت
جمعیت آن (۵۶ ) نفر (۵ خانوار) می‌باشد.